# Alfa Romeo F1
Alfa Romeo var ett italienskt racingstall som tävlade i Formel 1 i flera omgångar. Stallet debuterade i F1 1950 men lämnade efter att säsongen 1951 var färdigkörd. De återvände till säsongen 1979 och var där fram till 1985. 2019 gjorde de comeback i F1 efter ha varit huvudsponsor till det schweiziska racingstallet Sauber för säsongen 2018. Den här gången körde de med tävlingsnamnet Alfa Romeo Racing och under schweiziskt flagg efter de tog över racingstallet från Sauber. För 2022 och 2023 använde stallet tävlingsnamnet Alfa Romeo F1 Team Orlen. Från och med 2024 ersätts stallet av Sauber, som återvänder till F1 som eget F1-stall.

## Historik
Scuderia Alfa Romeo startades av biltillverkaren Alfa Romeo 1918. Stallet var med när formel 1 hade premiär 1950. De två första formel 1-världsmästarna körde båda för Alfa Romeo. Man använde egna motorer och även andra stall körde med Alfa Romeo-motorer. 
Scuderia Alfa Romeo lades ner 1985 efter att inte ha kvalat in i något lopp under sin sista säsong. Eftersom Alfa Romeo sedan 1986 ingår i Fiat-koncernen, som också äger Ferrari och därmed dess framgångsrika formel 1-stall Scuderia Ferrari, är det inte troligt att Alfa Romeo kommer att göra comeback i formel 1.
Alfa Romeo var tillbaka i F1 år 2018 genom ett samarbete med Sauber. Marcus Ericsson kommer tillsammans med F1 nykomlingen Chales Leclerc att köra för Alfa Romeo Sauber.
Under 2019 så ändrades namnet till Alfa Romeo Racing. Förare var Kimi Räikkönen som försteförare och Antonio Giovinazzi som andreförare fram till säsongen 2021.
I säsongen 2022 körde Valtteri Bottas och Zhou Guanyu för Alfa Romeo.

### Snabbaste varv

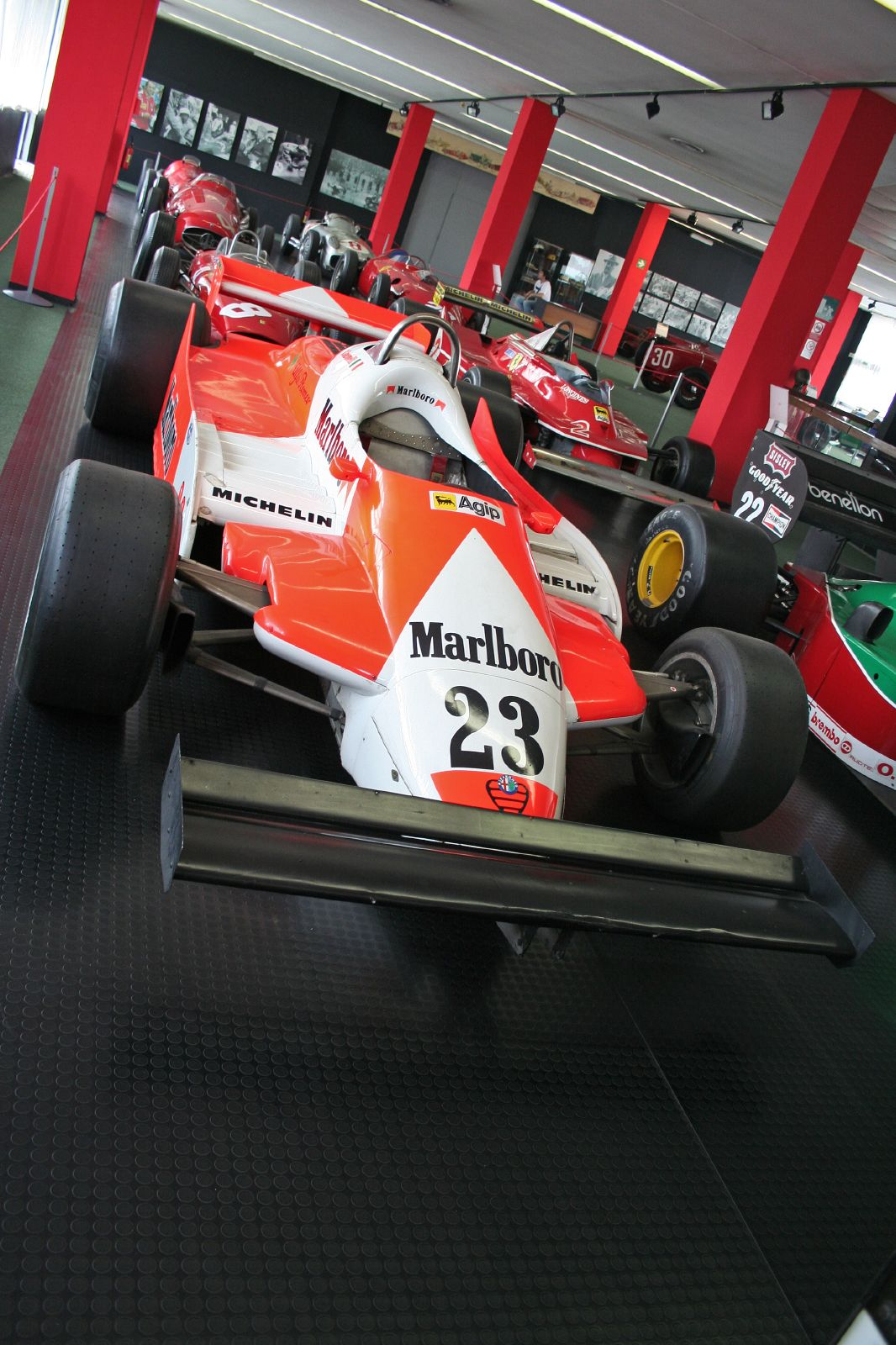
Alfa Romeo 179B från 1981

## F1-säsonger
| Säsong | Tävlingsnamn             | Bil                                                            | Motor                                 | Däck | Poäng | VM-plac. | Nr. | Förare 1          | Nr. | Förare 2           | Nr. | Förare 3       | Övriga förare                                                            |
| ------ | ------------------------ | -------------------------------------------------------------- | ------------------------------------- | ---- | ----- | -------- | --- | ----------------- | --- | ------------------ | --- | -------------- | ------------------------------------------------------------------------ |
| 1950   | Alfa Romeo SpA           | Alfa Romeo 158                                                 | Alfa Romeo 1.5 L8C                    | P    | 32    | 1:a      |     | Nino Farina       |     | Juan Manuel Fangio |     | Luigi Fagioli  | Reg Parnell · Consalvo Sanesi · Piero Taruffi                            |
| 1951   | Alfa Romeo SpA           | Alfa Romeo 159 Alfa Romeo 159A Alfa Romeo 159B Alfa Romeo 159M | Alfa Romeo 1.5 L8C                    | P    | 32    | 1:a      |     | Nino Farina       |     | Juan Manuel Fangio |     | Felice Bonetto | Emmanuel de Graffenried · Luigi Fagioli · Paul Pietsch · Consalvo Sanesi |
| 1979   | Autodelta                | Alfa Romeo 177 Alfa Romeo 179                                  | Alfa Romeo 3.0 F12 Alfa Romeo 3.0 V12 | G    | 0     | —        |     | Bruno Giacomelli  |     | Vittorio Brambilla |     |                |                                                                          |
| 1980   | Marlboro Team Alfa Romeo | Alfa Romeo 179                                                 | Alfa Romeo 3.0 V12                    | G    | 4     | 11:a     |     | Andrea de Cesaris |     | Bruno Giacomelli   |     |                | Vittorio Brambilla · Patrick Depailler                                   |
| 1981   | Marlboro Team Alfa Romeo | Alfa Romeo 179B Alfa Romeo 179C                                | Alfa Romeo 3.0 V12                    | M    | 10    | 9:a      |     | Mario Andretti    |     | Bruno Giacomelli   |     |                |                                                                          |
| 1982   | Marlboro Team Alfa Romeo | Alfa Romeo 179C Alfa Romeo 182 Alfa Romeo 182B                 | Alfa Romeo 3.0 V12                    | M    | 7     | 10:a     |     | Andrea de Cesaris |     | Bruno Giacomelli   |     |                |                                                                          |
| 1983   | Marlboro Team Alfa Romeo | Alfa Romeo 183T                                                | Alfa Romeo 1.5 V8T                    | M    | 18    | 6:a      |     | Andrea de Cesaris |     | Mauro Baldi        |     |                |                                                                          |
| 1984   | Benetton Team Alfa Romeo | Alfa Romeo 184T                                                | Alfa Romeo 1.5 V8T                    | G    | 11    | 8:a      |     | Riccardo Patrese  |     | Eddie Cheever      |     |                |                                                                          |
| 1985   | Benetton Team Alfa Romeo | Alfa Romeo 185T                                                | Alfa Romeo 1.5 V8T                    | G    | 0     | —        |     | Riccardo Patrese  |     | Eddie Cheever      |     |                |                                                                          |
| 2019   | Alfa Romeo Racing        | Alfa Romeo C38                                                 | Ferrari V6 turbo                      | P    | 57    | 8:a      | 7.  | Kimi Räikkönen    | 99. | Antonio Giovinazzi |     |                |                                                                          |
| 2020   | Alfa Romeo Racing Orlen  | Alfa Romeo C39                                                 | Ferrari V6 turbo                      | P    | 8     | 8:a      | 7.  | Kimi Räikkönen    | 99. | Antonio Giovinazzi |     |                |                                                                          |
| 2021   | Alfa Romeo Racing Orlen  | Alfa Romeo C40                                                 | Ferrari V6 turbo                      | P    | 13    | 9:a      | 7.  | Kimi Räikkönen    | 99. | Antonio Giovinazzi |     |                |                                                                          |
| 2022   | Alfa Romeo F1 Team Orlen | Alfa Romeo C41                                                 | Ferrari V6 turbo                      | P    | 55    | 6:a      | 77. | Valtteri Bottas   | 24. | Zhou Guanyu        |     |                |                                                                          |
| 2023   | Alfa Romeo F1 Team Orlen | Alfa Romeo C43                                                 | Ferrari V6 turbo                      | P    | 16    | 9:a      | 77. | Valtteri Bottas   | 24. | Zhou Guanyu        |     |                |                                                                          |

| 1. Storbritannien 1950 2. Monaco 1950 3. Schweiz 1950 4. Belgien 1950 5. Frankrike 1950 6. Italien 1950 7. Schweiz 1951 8. Belgien 1951 9. Frankrike 1951 10. Spanien 1951 |

| 1. Storbritannien 1950 2. Monaco 1950 3. Schweiz 1950 4. Belgien 1950 5. Frankrike 1950 6. Italien 1950 7. Schweiz 1951 8. Belgien 1951 9. Frankrike 1951 10. Italien 1951 11. USA 1980 12. USA West 1982 |

| 1. Storbritannien 1950 2. Monaco 1950 3. Schweiz 1950 4. Belgien 1950 5. Frankrike 1950 6. Italien 1950 7. Schweiz 1951 8. Belgien 1951 9. Frankrike 1951 10. Storbritannien 1951 11. Tyskland 1951 12. Italien 1951 13. Spanien 1951 14. Belgien 1983 15. Japan 2022 16. Bahrain 2023 |

## Organisation

### Ledande befattningar
Ett urval av de ledande positionerna inom stallet.
| Position                      |                | Namn                    |
| ----------------------------- | -------------- | ----------------------- |
| VD                            | Tyskland       | Andreas Seidl           |
| Stallrepresentant (Stallchef) | Italien        | Alessandro Alunni Bravi |
| Sportdirektör                 | Schweiz        | Beat Zehnder            |
| Teknisk direktör              | Storbritannien | James Key               |
| Chef för tävlingsstrategi     | Storbritannien | Ruth Buscombe           |
| Raceingenjör (Bottas)         | Storbritannien | Alex Chan               |
| Raceingenjör (Zhou)           | Tyskland       | Jörn Becker             |